# BSC Kaltenengers
Der Ball-Spiel-Club Kaltenengers 1919 e.V. ist ein deutscher Sportverein mit Sitz in der rheinland-pfälzischen Ortsgemeinde Kaltenengers innerhalb der Verbandsgemeinde Weißenthurm im Landkreis Mayen-Koblenz.

## Geschichte
Der Verein wurde im Jahr 1919 gegründet. Zur Saison 1951/52 stieg die erste Fußball-Mannschaft in die zu dieser Zeit drittklassige Landesliga Rheinland auf. Mit 21:39 Punkten platzierte man sich dann auf dem 14. Platz, zur nächsten Saison musste der Verein dann eine Klasse tiefer in der 2. Amateurliga spielen.
Heutzutage ist der Verein nur noch im Jugend-Fußball Spielbetrieb aktiv. Zur Saison 2015/16 wurde dann nochmal eine erste Herren-Mannschaft gemeldet, welche in der Kreisliga D auch sofort mit 58 Punkten die Meisterschaft erreichte. In der Kreisliga C sollte mit 52 Punkten und dem zweiten Platz dann auch sofort der nächste Aufstieg geschafft werden. In der Saison 2017/18 durfte die Mannschaft somit in der Kreisliga B antreten, wurde jedoch dann nach dem 13. Spieltag zurückgezogen. Seitdem gab es keine neue erste Mannschaft.